# Hervormde kerk (Birdaard)
De Hervormde kerk van Birdaard is een kerkgebouw in de Nederlandse provincie Friesland.

## Beschrijving
De driezijdig gesloten zaalkerk werd in 1851 gebouwd ter vervanging van een middeleeuwse kerk met zadeldaktoren. De kerk is voorzien van spitsboogvormige vensters en een forse geveltoren met ingesnoerde spits. De klokken (1638) van klokkengieter Jacob Noteman werden in 1943 door de Duitse bezetter gevorderd. De pastorie (Dokkumer Straatweg 2) dateert ook uit 1851.
Het orgel uit 1867 werd gebouwd door de Gebr. Adema en werd in 1973 in de kerk geplaatst door Wil Boegem. Het orgel is afkomstig uit de Sint-Nicolaaskerk in Kuinre.

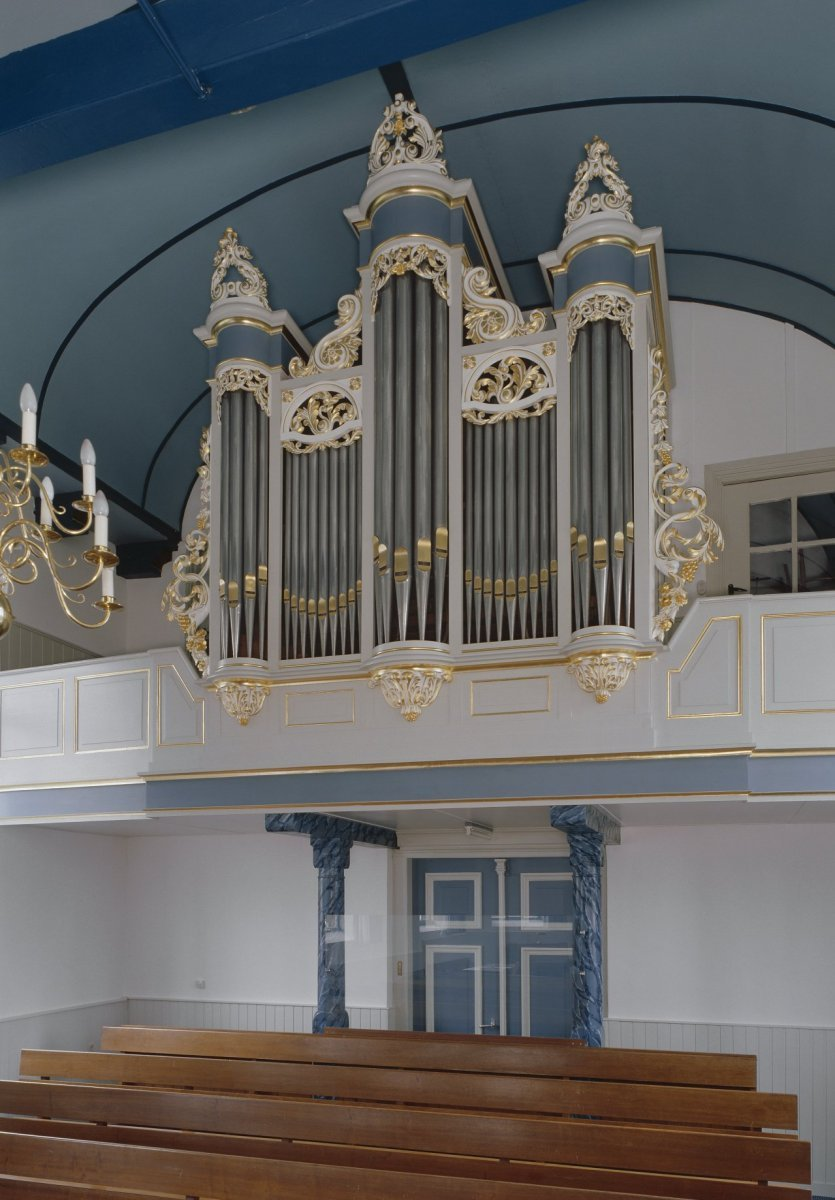
Interieur met orgel (2004)

Het kerkgebouw is van de PKN gemeente Burdaard.